# Westmaas

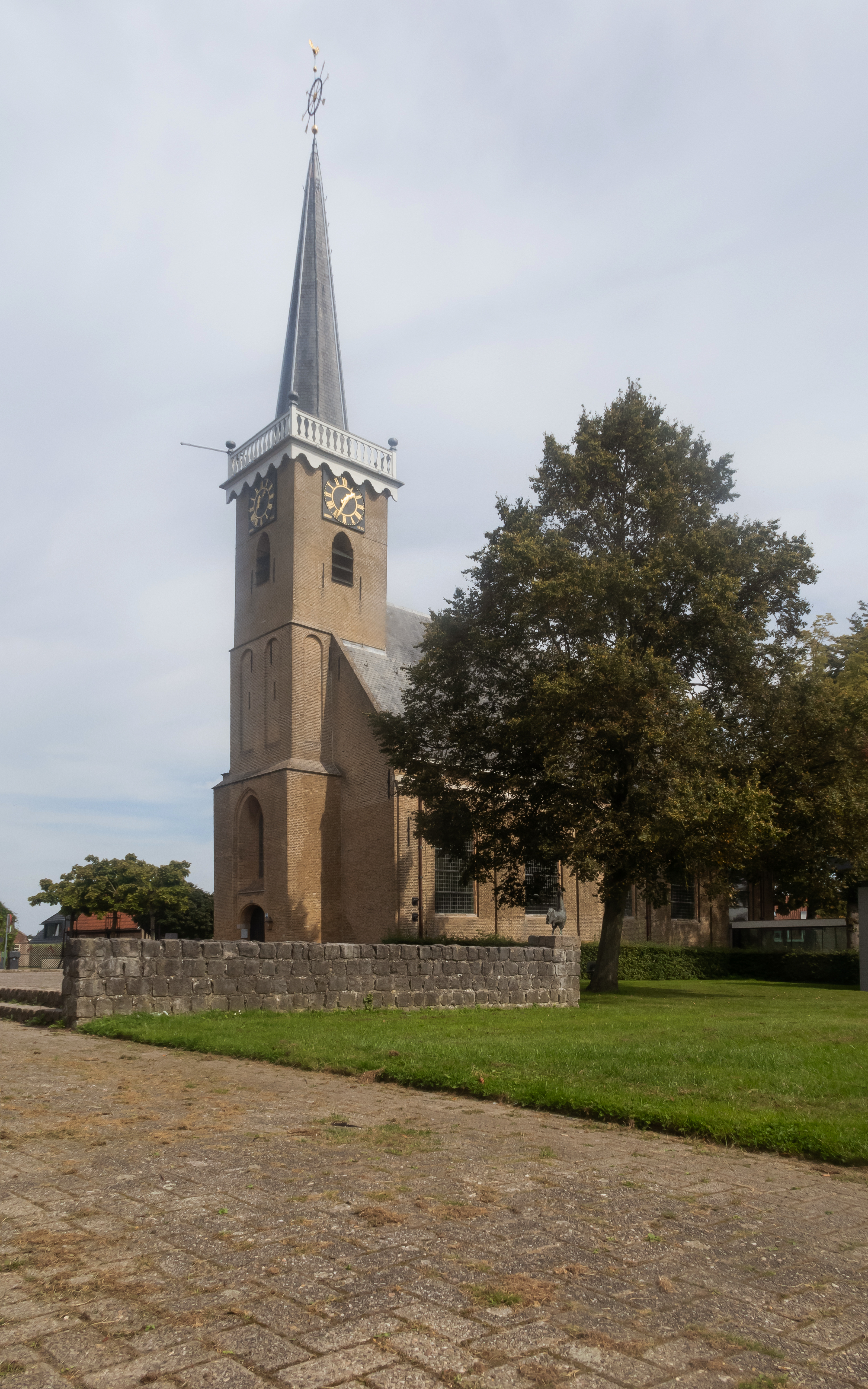
Westmaas, l'église protestante

Westmaas est un village qui fait partie de la commune de Hoeksche Waard dans la province néerlandaise de Hollande-Méridionale. Le 1er janvier 2006, le village comptait 2 053 habitants.
Westmaas a été une commune indépendante jusqu'au 1er janvier 1984. Elle a fusionné avec Puttershoek, Mijnsheerenland, Maasdam et Heinenoord pour former la nouvelle commune de Binnenmaas.